# Асклепиодот
Юлий Асклепиодот (на латински: Iulius Asclepiodotus; на галски: Alyssglapitwlws) е политик, сенатор и преториански префект на Римската империя към края на 3 век и началото на 4 век.

## Биография
През 292 г. Асклепиодот е консул заедно с Афраний Ханибалиан. От 293 до 296 г. той е преториански префект и възстановява заедно с Констанций I Хлор римската власт в Британия.
Според хрониките на Уелс и легендата след победата му над Караузий и Алект Асклепиодот става крал на Британия от 296 до 303 г.